# 石井杏奈
石井杏奈（1998年7月11日—）出身於日本東京都，是一位日本女演員、舞蹈家，也是已解散的女子團體E-Girls的成員，目前隸屬於經紀公司LDH旗下。

## 經歷
石井杏奈於國小2年級開始學習舞蹈。五年級時通過EXPG舞蹈甄選通過，以此契機進入演藝界。2010年，以雜誌Nico☆Puchi模特兒登場。2011年，VOCAL BATTLE AUDITION 3舞蹈部門合格，以組合bunny的表演者開始活動。2012年4月於電視劇私立馬鹿蘭高校演員出道，10月30日發售之E-Girls單曲Follow Me正式以E-Girls表演者活動。

## 個人
- 是E-Girls最年輕的成員[6]，和成員山口乃乃華從EXPG時就關係很好[7]。
- 因電影所羅門的偽證拍攝，「E-girls LIVE TOUR 2014 COLORFUL LAND」沒有參加[8]。

## 演出

### 電視劇
- 私立馬鹿蘭高校（2012年4月14日，NTV）
- 爸爸是偶像 第4集（2012年5月17日，TBS）：飾演 ルイ
- 麻辣教師GTO（2012年7月－9月，關西電視台）：飾演 淺野麻由子
- Piece 第1集（2012年10月6日，NTV）：飾演 夏希
- 戀文日和 第3集（2014年1月21日，NTV）：飾演 安积サワコ[9]
- LIVE!LOVE!SING（2015年3月10日，NHK）：主演 水島朝海 [10][11]
- 仰望師恩（2016年7月－9月，TBS）：飾演 有馬渚 [12]
- 媽媽，不當你的女兒可以吗？（2017年1月－3月，NHK）：飾演 後藤里美
- 謊言什麼的一個都沒有（2017年3月，NHK）：飾演 山崎真琴[13]
- 真實的恐怖故事~2017夏之特別篇（2017年8月19日，CX）：飾演 彩美
- 熱舞啦啦隊（2018年7月－9月，TBS）：飾演 桐生汐里 [14][15]
- 東京愛情故事2020（2020年5月－，FOD）：飾演 關口里美
- 搖曳露營△2（2021年4月－6月，TX）：飾演 土岐綾乃
- 主廚是名偵探（2021年5月31日－8月2日，TX）：飾演 金子ゆき
- 言靈莊（2021年10月9日－12月8日，EX）：飾演 林原早紀
- 小道消息 ＃她想知道真正的○○（2022年1月6日－3月17日，CX）：飾演 一本真琴
- 金魚妻（2022年2月14日，Netflix）：飾演 真田早矢
- 惡女～誰說工作不帥氣？ 第6集（2022年5月18日，NTV）：飾演 板倉夕子
- Prism（2022年7月12日－9月13日，NHK）：飾演 野木綾花
- 科搜研之女2022 Season22 第7集（2022年12月6日，朝日電視台）：飾演 生駒遙夏
- 她們的犯罪（2023年7月20日－9月22日，讀賣電視台）：飾演 熊澤理子
- Black Girls Talk（2024年2月5日－3月25日，東京電視台）：主演 高橋奈緒
- BLUE MOMENT（2024年4月24日－6月26日，富士電視台）：飾演 雲田真紀
- 大川與小川的休日捜査（2024年9月30日，東京電視台）：飾演 岡島早紀
- 我是整形美女（2025年1月17日－2月14日，富士電視台）：主演 片桐美玲
- PJ航空救難團（2025年4月24日－6月19日，朝日電視台）：飾演 藤木さやか

### 電影
- 私立馬鹿蘭高校 劇場版（2012年10月13日，ショウゲート)
- 沒問題三班（2013年3月23日，東寶):飾演 木下安奈
- 所罗门的伪证前篇：事件（2015年3月7日，松竹）:飾演 三宅樹里[16][17][18]
- 所罗门的伪证后篇：审判（2015年4月11日，松竹):飾演 三宅樹里
- 女孩舞步(2015年9月12日，東映):主演 西原梓[19][20][21]
- LIVE!LOVE!SING 劇場版（2016年1月23日):主演 西島朝海[22]
- 如果這世界貓消失了（2016年5月14日，東寶):飾演 彌迦
- 四月是你的謊言（2016年9月10日，東寶):飾演 澤部椿
- 春天來了（2017年2月18日):主演 璃子[23]
- 聽見Blue Hearts（2017年4月8日，T-Joy):飾演 秋山杏奈[24][25]
- 好想大聲說出心底的話。（2017年7月22日，Aniplex):飾演 仁藤菜月[26]
- 異變者  (2021年4月2日，Netflix/愛貝克思影業):飾演 ユカリ[27]

### 短篇電影
- CINEMA FIGHTERS平行世界（2018年1月):飾演 真矢[28]
- CINEMA FIGHTERSKuu（2018年6月）:飾演  アン

### 廣告
- 大塚製藥寶礦力(2012年)[1][3]
- ABC-MARTadidas adihoney in heel（2013年）
- NTT docomo dTV powered by BeeTV（2013年8月 - ）[29][30]
- 倍樂生[1]
  - 進研Seminar(2014年)
  - 進研Seminar高校講座(2014年)
- 積水ハウス（2014年3月 - ）
- Recruitリクナビ進学（2015年）
- 山月（2015年)
- 日本郵政（2017年 - ）
- 日清食品杯麵HUNGRY DAYS「阿爾卑斯山女孩海蒂篇」（2017年）(配音)[31]

### MV
- EXILE Each Other's Way 〜旅の途中〜（2011年）[32]
- EXILE Rising Sun（2011年）[32]
- 三代目 J Soul Brothers Unfair World（2015年））[33]

## 得獎紀錄
- 2015年度
  - 第58屆藍絲帶獎_(電影)新人獎『所罗门的伪证』『女孩舞步』[34]
- 2016年度
  - 第5屆CONFiDENCE日劇大獎最佳新人獎『仰望師恩』[35]

## 外部連結
- PROFILE｜E-girls（イー・ガールズ）OFFICIAL WEBSITE （页面存档备份，存于）
- 石井杏奈 | MANAGEMENT | LDH （页面存档备份，存于）
- 石井杏奈的Instagram帳戶